# I-373
I-373 — підводний човен Імперського флоту Японії, який брав участь у бойових діях Другої світової війни. Корабель став останнім японським підводним човном, що загинув під час Другої світової війни.

## Загальна інформація
Корабель, який спорудили у 1945 році на верфі ВМФ у Йокосуці, призначався для здійснення транспортних місій з метою постачання численних японських гарнізонів, які з другої половини 1942-го почали дедалі частіше потрапляти у блокаду союзних сил. Він став першим та єдиним завершеним представником типу D Modified (також відомий як клас I-373). У порівнянні з попереднім типом D човен мав набагато меншу дальність автономного плавання, зате міг приймати на 25 тонн вантажу більше. Серед інших суттєвих відмінностей стало збільшення максимальної глибини занурення (з 75 до 100 метрів) та зміни в озброєнні — на І-373 вже не було торпедних апаратів, які тип D ще зберігав два для самозахисту, так само як і 140-мм палубної гармати, натомість була встановлена велика кількість зенітних автоматів та два міномети.

## Бойова служба
16—17 червня 1945-го І-373 перейшов до Сасебо (обернене да Східнокитайського моря узбережжя Кюсю), де став на переобладнання, яке мало надати йому здатність транспортувати 150 тонн авіаційного пального та додатковий вантаж.
9 серпня 1945-го човен вирушив у свій перший транспортний рейс до Такао (наразі Гаосюн на Тайвані), при цьому за кілька діб до того розвідувальна служба союзників перехопила та дешифрувала радіоповідомлення, що містило інформацію про його місію. Надвечір 13 серпня І-373 прямував у надводному положенні через Східнокитайське море за кількасот кілометрів на південь від Шанхаю. Тут його виявила своїм радаром американська субмарина «Спайкфіш», яка почала переслідування ворожого корабля. Дещо більш ніж за годину контакт втратили, оскільки І-373 занурився, втім, ще за три години (вже настало 14 серпня) радар «Спайкфіша» знову показав японський човен. Переслідування та зближення тривало ще чотири години і нарешті «Спайкфіш» дав залп із шести торпед з дистанції дещо більшої за кілометр. Дві торпеди уразили ціль та призвели до знищення І-373. Разом з човном загинуло 84 особи, ще одного японського моряка силоміць підняли на борт американської субмарини (всього в морі на місці потоплення І-373 виявили 5 моряків).